# Ерыково (Московская область)
Ерыково — деревня в Дмитровском районе Московской области, в составе Сельского поселения Костинское. Население — 0 чел. (2010). До 2006 года Ерыково входило в состав Гришинского сельского округа.

## Расположение
Деревня расположена в юго-восточной части района, недалеко от границы с Пушкинским, примерно в 13 км на юго-восток от Дмитрова, на правом берегу реки Яхромы, высота центра над уровнем моря 199 м. Ближайшие населённые пункты — Ваганово на противоположном берегу реки и Хлыбы на юге.

## Население
| 2002 | 2006 | 2010 |
| ---- | ---- | ---- |
| 0    | ↗4   | ↘0   |